# Fernando Marçal
Pour les articles homonymes, voir Marçal.
Fernando Marçal de Oliveira, dit Marçal, né le 19 février 1989 à São Paulo est un footballeur brésilien. Il joue actuellement au poste d'arrière gauche ou de défenseur central au Botafogo FR.

## Biographie

### Période portugaise
Après être passé par les équipes jeunes de Grêmio, Marçal rejoint le Portugal en 2010 au SCU Torreense où il réalise une saison et demie complètes en troisième division nationale. Il est alors transféré au CD Nacional qui évolue en première division. Il y reste trois saisons et demie durant lesquelles il deviendra l'un des meilleurs latéraux du championnat.
En fin de contrat avec son club en juin 2015 et suivi par les meilleurs clubs portugais, il rejoint le Benfica Lisbonne pour quatre saisons.
Lors de la saison 2015-2016, il est prêté en première division turque au Gaziantepspor. Il y réalise une très bonne saison mais n'entrant toujours pas dans les plans du club portugais, il est de nouveau prêté une saison, le 18 août 2016 à l'En avant Guingamp après avoir intéressé Bastia.

### Période française

#### En avant Guingamp
Trois jours après son arrivée, il est titularisé par Antoine Kombouaré contre l'Olympique de Marseille à domicile. Il éclabousse de son talent la rencontre par ses velléités offensives et sa qualité technique. Il gagne déjà le cœur des supporter en finissant paralysé par les crampes et en demandant le soutien du public en fin de rencontre. Une semaine plus tard, il est à l'origine des deux buts marqués de son équipe face à l'AS Nancy. Après six journées de championnat, il figure dans l'équipe-type européenne de ce début de saison d'après le site de statistiques WhoScored avec une note moyenne de 8,03.

#### Olympique lyonnais
Cependant malgré sa bonne saison avec Guingamp, Benfica décide de ne pas le conserver et le cède à l'Olympique lyonnais pour un transfert évalué à 4,5 millions d'euros. Il est la première recrue du club lyonnais de la saison 2017-2018 avec lequel il signe un contrat de 4 ans. Bien que titulaire en début de saison, il se fait peu à peu chiper sa place par Ferland Mendy. Cependant, de retour dans le onze contre l'ESTAC Troyes et le FC Metz, il délivre deux passes décisives, pour deux victoires consécutives des siens (5-0 et 2-0).
Après plusieurs saisons où il dépanne aux postes d'arrière gauche et défenseur central dans une défense à quatre, il semble s'affirmer lors de la saison 2019-2020 en tant que défenseur central gauche dans une défense à trois sous les ordres de Rudi Garcia. C'est notamment à ce poste qu'il excelle dans les matchs de Ligue des champions suivant la reprise post-Covid où l'OL élimine la Juventus et Manchester City, deux des favoris de la compétition,,,.

### Wolverhampton
Le 6 septembre 2020, Fernando Marçal est transféré à Wolverhampton pour deux millions d'euros et signe un contrat de trois ans avec les Wolves.

### Botafogo
En juin 2022, Marçal a signé un contrat avec Botafogo jusqu'à fin 2023,.
Marçal a fait ses débuts contre Santos, lors d'une défaite deux buts à zéro le 20 juillet 2022, un match valable pour le Championnat brésilien.
Le premier but avec le maillot de Botafogo a eu lieu lors de la victoire trois buts à un contre Fortaleza, à l'Arena Castelão, dans le championnat brésilien.
Le 20 avril 2024, Botafogo annonce une nouvelle blessure au mollet droit de Marçal. Dans un communiqué, le club a donné une prévision de retour minimum de quatre semaines.

## Statistiques détaillées
| Saison                | Club                    | Championnat           | Championnat | Championnat | Championnat | Coupe nationale | Coupe nationale | Coupe nationale | Coupe de la Ligue | Coupe de la Ligue | Coupe de la Ligue | Compétition(s) continentale(s) | Compétition(s) continentale(s) | Compétition(s) continentale(s) | Compétition(s) continentale(s) | Ligue Régionale | Ligue Régionale | Ligue Régionale | Total | Total | Total |
| Saison                | Club                    | Division              | M.          | B.          | P.d.        | M.              | B.              | P.d.            | M.                | B.                | P.d.              | Comp.                          | M.                             | B.                             | P.d.                           | M.              | B.              | P.d.            | M.    | B.    | P.d.  |
| 2010                  | Guaratinguetá           | Série B               | 3           | 0           | 0           | -               | -               | -               | -                 | -                 | -                 | -                              | -                              | -                              | -                              | -               | -               | -               | 3     | 0     | 0     |
| 2010-2011             | SCU Torreense           | Segunda Divisão B     | 28          | 2           | 0           | 5               | 0               | 0               | -                 | -                 | -                 | -                              | -                              | -                              | -                              | -               | -               | -               | 33    | 2     | 0     |
| 2011-2012             | SCU Torreense           | Segunda Divisão B     | 12          | 1           | 0           | 4               | 0               | 0               | -                 | -                 | -                 | -                              | -                              | -                              | -                              | -               | -               | -               | 16    | 1     | 0     |
| Sous-total            | Sous-total              | Sous-total            | 40          | 3           | 0           | 9               | 0               | 0               | -                 | -                 | -                 | -                              | -                              | -                              | -                              | -               | -               | -               | 49    | 3     | 0     |
| 2011-2012             | CD Nacional             | Primeira Liga         | 14          | 0           | 0           | 1               | 0               | 0               | -                 | -                 | -                 | -                              | -                              | -                              | -                              | -               | -               | -               | 15    | 0     | 0     |
| 2012-2013             | CD Nacional             | Primeira Liga         | 27          | 2           | 0           | 2               | 0               | 0               | -                 | -                 | -                 | -                              | -                              | -                              | -                              | -               | -               | -               | 29    | 2     | 0     |
| 2013-2014             | CD Nacional             | Primeira Liga         | 27          | 0           | 0           | 3               | 0               | 0               | -                 | -                 | -                 | -                              | -                              | -                              | -                              | -               | -               | -               | 30    | 0     | 0     |
| 2014-2015             | CD Nacional             | Primeira Liga         | 29          | 0           | 1           | 7               | 0               | 2               | -                 | -                 | -                 | C3                             | 2                              | 0                              | 0                              | -               | -               | -               | 38    | 0     | 3     |
| Sous-total            | Sous-total              | Sous-total            | 97          | 2           | 1           | 13              | 0               | 2               | -                 | -                 | -                 | -                              | 2                              | 0                              | 0                              | -               | -               | -               | 112   | 2     | 3     |
| 2015-2016             | Gaziantepspor (prêt)    | Süper Lig             | 21          | 0           | 0           | 2               | 1               | 1               | -                 | -                 | -                 | -                              | -                              | -                              | -                              | -               | -               | -               | 23    | 1     | 1     |
| 2016-2017             | EA Guingamp (prêt)      | Ligue 1               | 31          | 0           | 8           | 4               | 0               | 0               | -                 | -                 | -                 | -                              | -                              | -                              | -                              | -               | -               | -               | 35    | 0     | 8     |
| 2017-2018             | Olympique lyonnais      | Ligue 1               | 18          | 0           | 3           | 4               | 0               | 0               | -                 | -                 | -                 | C3                             | 6                              | 0                              | 1                              | -               | -               | -               | 28    | 0     | 4     |
| 2018-2019             | Olympique lyonnais      | Ligue 1               | 12          | 0           | 0           | 4               | 0               | 0               | 2                 | 0                 | 0                 | C1                             | 3                              | 0                              | 0                              | -               | -               | -               | 21    | 0     | 0     |
| 2019-2020             | Olympique lyonnais      | Ligue 1               | 11          | 0           | 1           | 5               | 0               | 0               | 2                 | 0                 | 0                 | C1                             | 7                              | 0                              | 0                              | -               | -               | -               | 25    | 0     | 1     |
| 2020-2021             | Olympique lyonnais      | Ligue 1               | 1           | 0           | 0           | -               | -               | -               | -                 | -                 | -                 | -                              | -                              | -                              | -                              | -               | -               | -               | 1     | 0     | 0     |
| Sous-total            | Sous-total              | Sous-total            | 42          | 0           | 4           | 13              | 0               | 0               | 4                 | 0                 | 0                 | -                              | 16                             | 0                              | 1                              | -               | -               | -               | 75    | 0     | 5     |
| 2020-2021             | Wolverhampton Wanderers | Premier League        | 8           | 0           | 0           | -               | -               | -               | -                 | -                 | -                 | -                              | -                              | -                              | -                              | -               | -               | -               | 8     | 0     | 0     |
| 2021-2022             | Wolverhampton Wanderers | Premier League        | 23          | 0           | 0           | 1               | 0               | 0               | -                 | -                 | -                 | -                              | -                              | -                              | -                              | -               | -               | -               | 24    | 0     | 0     |
| Sous-total            | Sous-total              | Sous-total            | 31          | 0           | 0           | 1               | 0               | 0               | -                 | -                 | -                 | -                              | -                              | -                              | -                              | -               | -               | -               | 32    | 0     | 0     |
| 2022                  | Botafogo FR             | Serie A               | 18          | 1           | 2           | -               | -               | -               | -                 | -                 | -                 | -                              | -                              | -                              | -                              | -               | -               | -               | 18    | 1     | 2     |
| 2023                  | Botafogo FR             | Serie A               | 22          | 0           | 3           | 4               | 0               | 2               | -                 | -                 | -                 | CS                             | 6                              | 0                              | 1                              | 10              | 1               | 1               | 42    | 1     | 7     |
| 2024                  | Botafogo FR             | Serie A               | 16          | 1           | 0           | -               | -               | -               | -                 | -                 | -                 | CL                             | 7                              | 0                              | 0                              | 7               | 0               | 0               | 30    | 1     | 0     |
| 2025                  | Botafogo FR             | Serie A               | 3           | 2           | 0           | 1               | 0               | 0               | -                 | -                 | -                 | -                              | -                              | -                              | -                              | -               | -               | -               | 4     | 2     | 0     |
| Sous-total            | Sous-total              | Sous-total            | 59          | 4           | 5           | 5               | 0               | 2               | -                 | -                 | -                 | -                              | 13                             | 0                              | 1                              | 17              | 1               | 1               | 94    | 5     | 9     |
| Total sur la carrière | Total sur la carrière   | Total sur la carrière | 324         | 9           | 18          | 47              | 1               | 5               | 4                 | 0                 | 0                 | -                              | 31                             | 0                              | 2                              | 17              | 1               | 1               | 423   | 11    | 26    |

## Palmarès
Olympique Lyonnais
- Coupe de la Ligue
  - Finaliste en 2020

 Botafogo
- Copa Libertadores
  - Vainqueur en 2024
- Championnat du Brésil de football
  - Vainqueur en 2024